# The Nun
The Nun (bra: A Freira; prt: The Nun - A Freira Maldita) é um filme de terror sobrenatural gótico estadunidense de 2018, dirigido por Corin Hardy e escrito por Gary Dauberman e James Wan, sendo um spin-off de Invocação do Mal 2, de 2016. Produzido pela New Line Cinema, The Safran Company e Atomic Monster Productions e distribuído pela Warner Bros. Pictures, é estrelado por Taissa Farmiga, Demián Bichir, Charlotte Hope, Ingrid Bisu, Jonas Bloquet e Bonnie Aarons. É o quinto filme do Universo Invocação do Mal e o maior filme da mesma em bilheteria mundial e internacional. É seguido pela sequela The Nun 2.

## Enredo
Em 1952 na Romênia, duas freiras que vivem no mosteiro de Santa Carta são atacadas por uma força maligna invisível. A freira sobrevivente, Irmã Victoria, foge do atacante, um demônio que aparece como uma freira, e se enforca. Seu corpo é descoberto por Frenchie, um aldeão que transporta suprimentos para as freiras.
O Vaticano envia o Padre Burke com a Irmã Irene, uma noviça, para a Romênia para investigar. A dupla encontra Frenchie, descobre o corpo de Victoria e pega uma chave de seu cadáver. Dentro da abadia, eles conhecem a Madre Superiora, que os informa que as freiras observam silêncio durante a noite, então eles precisam retornar no dia seguinte. Naquela noite, Burke é resgatado por Irene após ser enterrado vivo no cemitério pela entidade demoníaca.
No dia seguinte, Irene e Burke retornam à abadia, mas apenas Irene pode entrar, pois é um local clausurado. Ela encontra outras freiras e descobre que elas estão rezando constantemente, revezando-se em turnos, para manter a entidade afastada. A abadia foi construída na Idade das Trevas como um castelo para o Duque de Santa Carta, um poderoso aristocrata obcecado pelo ocultismo. O duque invocou o demônio através de uma fenda nos catacumbas, mas foi morto por cavaleiros cristãos, que selaram a fenda com um frasco contendo o Sangue de Cristo. No entanto, os bombardeios durante a Segunda Guerra Mundial reabriram a fenda, liberando a entidade. Burke, através de um livro que ele viu e pegou após ser enterrado vivo, identifica o demônio como Valak e descobre que a Madre Superiora está morta há muito tempo.
Irene é atacada por Valak e se junta às freiras em oração para afastá-lo. Quando ela se reúne com Burke e Frenchie, descobre que nenhuma das freiras que ela havia visto e conversado eram reais e que ela estava rezando sozinha. A Irmã Victoria, na verdade, havia sido a última freira naquela abadia e havia se sacrificado para impedir que Valak a possuísse.
Teorizando que Valak só pode ser detido se selarem a fenda novamente com o sangue de Cristo da relíquia da mesma forma que os cavaleiros fizeram, o trio recupera o frasco com a chave de Victoria. Irene pede a Burke para elevá-la ao status de freira professada, o que ele faz. No túnel, ela é possuída por Valak, mas Frenchie esfrega o sangue de Cristo em seu rosto, expulsando o demônio. Valak começa a afogá-la em uma câmara inundada. Irene, que havia mantido um pouco do sangue de Cristo do frasco em sua boca, cospe no rosto do demônio, banindo-o enquanto a fenda é selada. Frenchie reanima Irene e revela que seu verdadeiro nome é Maurice. Sem o conhecimento dos outros, durante o ataque, Maurice foi possuído por Valak.
Vinte anos depois, em um seminário universitário em Wakefield, Massachusetts, Carolyn Perron assiste enquanto Ed e Lorraine Warren apresentam imagens de sua tentativa de exorcizar um Maurice mais velho possuído. Maurice agarra Lorraine, mostrando-lhe uma visão de Ed morrendo, o que inicia a investigação dos Warren sobre a assombração da casa da família Perron.

## Elenco
| Ator/Atriz       | Personagem           |
| ---------------- | -------------------- |
| Bonnie Aarons    | Valak                |
| Taissa Farmiga   | Irmã Irene           |
| Demián Bichir    | Padre Burke          |
| Jonas Bloquet    | Maurice Theriault    |
| Ingrid Bisu      | Irmã Oana            |
| Charlotte Hope   | Irmã Vitória         |
| Sandra Teles     | Irmã Ruth            |
| Manuela Ciucur   | Irmã Christine       |
| Ani Sava         | Irmã Jéssica         |
| August Maturo    | Daniel               |
| Jonny Coyne      | Gregoro              |
| Jared Moran      | Marquês              |
| Michael Smiley   | Bishop Pasquale      |
| Mark Steger      | Duque de Santa Carta |
| Carlos Schneider | Demônio              |

Adicionalmente Patrick Wilson, Vera Farmiga, Christof Veillon e Lili Taylor aparecem em imagens de arquivo de Invocação do Mal como Ed e Lorraine Warren, Maurice Theriault mais velho, e Carolyn Perron, respectivamente.

## Produção

### Desenvolvimento
Em 15 de junho de 2016, a Warner Bros. Pictures e a New Line Cinema anunciaram um spin-off de Invocação do Mal 2, intitulado A Freira. O roteiro inicial para o filme foi escrito por David Leslie Johnson e produzido por Peter Safran e James Wan. Em 17 de fevereiro de 2017, foi anunciado que Corin Hardy havia sido contratado para dirigir o filme, com um novo roteiro de Wan e Gary Dauberman. Durante as filmagens de Annabelle 2: A Criação do Mal, Safran revelou que a produção seria, cronologicamente, o primeiro filme da série Invocação do Mal, tendo seus acontecimentos situados antes de Invocação do Mal e Annabelle 2: A Criação do Mal.

## Lançamento
A produção estava programada para ser lançada nos Estados Unidos no dia 13 de julho de 2018, mas em fevereiro de 2018 a data de lançamento oficial foi alterada para o dia 7 de setembro, do mesmo ano. Em Portugal e no Brasil, o filme foi lançado um dia antes, em 6 de setembro de 2018.

## Recepção
A Freira obteve recepção negativa quanto a crítica especializada, no site Rotten Tomatoes o longa teve 24% de aprovação com base em 209 avaliações, e no Metacritic um meta score de 46 por 32 comentários.